# (16121) Burrell
(16121) Burrell (1999 XD66) – planetoida z grupy pasa głównego asteroid okrążająca Słońce w ciągu 3,77 lat w średniej odległości 2,42 j.a. Odkryta 7 grudnia 1999 roku.